# Celles-sur-Aisne
Celles-sur-Aisne is een gemeente in het Franse departement Aisne (regio Hauts-de-France) en telt 205 inwoners (1999). De plaats maakt deel uit van het arrondissement Soissons.

## Geografie
De oppervlakte van Celles-sur-Aisne bedraagt 6,2 km², de bevolkingsdichtheid is 33,1 inwoners per km².

## Demografie
Onderstaande figuur toont het verloop van het inwonertal (bron: INSEE-tellingen).
Vanwege een beveiligingsprobleem met de MediaWiki Graph-software is het momenteel niet mogelijk deze grafiek weer te geven. Zodra de software is bijgewerkt zal de grafiek vanzelf weer zichtbaar worden.